# Герасим'юк Олена Василівна
Олена Василівна Герасим'юк (нар. 3 вересня 1991, Київ) — українська поетеса, письменниця, громадська діячка, волонтерка. Парамедикиня добровольчого медичного батальйону «Госпітальєри». Авторка книжок «Глухота», «Розстрільний Календар», «Тюремна Пісня».

## Життєпис
Народилась 3 вересня 1991 року у Києві. Дідусь — поет, громадський діяч, дисидент Михайло Дацюк. Вітчим — поет Василь Герасим'юк.
Писати вірші почала у школі, публікувалась у періодичних виданнях «Соняшник», «Українська літературна газета», «Літературна Україна» та ін.
Навчалась в Інституті філології Київського національного університету імені Тараса Шевченка на кафедрі теорії літератури, компаративістики та літературної творчості.
Під час навчання в університеті в нічні зміни підробляла у книжковому магазині. Пізніше почала працювати на проєкті 1576.ua під керівництвом Дмитра Стуса.
У 2013 році Олена Герасим'юк стала лавреаткою одразу кількох письменницьких конкурсів: премії конкурсу імені Леоніда Кисельова, Міжнародної українсько-німецької премії імені Олеся Гончара, другої премії літературного конкурсу «Смолоскип». Поетичне відкриття 2013 року. В липні того ж року їй було присуджено грант президента України, від якого вона згодом відмовилась через підробку підписів та усунення авторки від роботи над книгою.
В серпні 2013 року разом із письменником та спортсменом Євгеном Михедою стали першими резидентами першої в Україні Резиденції для молодих україномовних письменників «Станіславський феномен», започатковану письменником і видавцем Василем Карп'юком у Івано-Франківську.

## Громадська діяльність
В дитинстві разом із батьками приходила підтримати учасників Помаранчевої Революції.
Влітку 2012 року увійшла до Всеукраїнського комітету захисту української мови — об'єднання («Список 300») на запрошення Олеся Донія. Брала участь у «Мовному майдані» біля Українського дому, де читала вірші на підтримку голодуючих активістів.
У 2013—2014 роках брала активну участь у Революції Гідності в Києві. Нагороджена волонтерським нагрудним знаком. Спогади Олени увійшли в книгу «Майдан. Свідчення. Київ, 2013—2014» (видавництво «Дух і літера»). Разом із Василем Карп'юком упорядковує поетичну книгу «Євромайдан. Лірична хроніка». Телеканал UA: Перший відзняв свідчення письменників, які брали безпосередню участь у подіях Революції Гідності, до Дня пам'яті Героїв Небесної Сотні. Серед них — Олег Короташ, Ірина Цілик, Олеся Мамчич, Дмитро Лазуткін, Олена Герасим'юк та інші.
З початком війни Олена займалась волонтерською діяльністю. Їздила на передову виступати перед військовими, привозила волонтерську допомогу, а також з письменницею Оленою Степаненко проводила серію благодійних заходів для збору коштів українській армії.
В 2014—2015 роках працювала в українському бюро «Радіо Свобода» [Архівовано 25 квітня 2016 у Wayback Machine.]. Працювала над книгою «АД-242. Історія мужності, братерства і самопожертви» (авторка ідеї — Ірина Штогрін). З 2016 року починає працювати в команді документального фільму «Невидимий Батальйон» про долі шістьох жінок-військовослужбовиць. У 2017 році почала працювати на радіо «Армія FM» при Міністерстві оборони України.
В 2017 році пройшла тижневий вишкіл та поїхала на війну парамедикинею у складі добровольчого медичного батальйону «Госпітальєри». Працювала у лікарні міста Авдіївка, на передовій поблизу селищ Піски, Водяне (Маріупольського напрямку), міста Мар'їнка. Нагороджена медаллю батальйону «За збережене життя». Брала участь у спецоперації по затриманню Володимира Цемаха — проросійського бойовика, який мав стосунок до збиття Boeing 777 рейсу MH17 та інших тяжких злочинів —   а саме разом з напарником надавала першу допомогу тяжкопораненим розвідникам Олександрові Колодяжному та Дмитру Гержану. 
За особисту мужність, виявлену у захисті державного суверенітету та територіальної цілісності України, самовіддане служіння Українському народу нагороджена [Архівовано 3 червня 2020 у Wayback Machine.] державною медаллю «За врятоване життя».

## Творчість
2014 рік — у видавництві «Смолоскип» вийшла перша збірка віршів «Глухота». Автором передмови до збірки виступив письменник Іван Андрусяк. На обкладинці — робота художниці Відани Білоус.

| Поета з таким голосом в Україні не було давно. Те, що він з’явився – дуже добрий знак. |
| — Іван Андрусяк.                                                                       |

| Сильна поезія Олени, яка відключає мислення, дере та не залишає ніяких сумнівів. |
| — Тарас Прохасько.                                                               |

| Молодий поет Олена Герасим’юк з числа тих, хто з перших кроків кидає виклик солодкавій традиції, надмірній чуттєвості, романтиці як такій. |
| — Дмитро Стус. |

Виступи авторки пройшли у 13 містах України, куратор туру — Анастасія Євдокимова. Також книгу було презентовано на фестивалі ГогольFest та Книжковому арсеналі у музичному супроводі учасниць фрік-кабаре «Dakh Daughters». У статті «Літературні 2010-і: дострокові підсумки» Ганна Улюра написала:

| «Глухота» Олени Герасим’юк – потужних вибуховий поетичний дебют, за яким, либонь, варто звіряти годинники в цьому десятилітті. |
| — Ганна Улюра, 5 червня 2019.                                                                                                  |

2017 рік — у видавництві «Клуб Сімейного Дозвілля» вийшла друком книга «Розстрільний Календар» у співавторстві з Тетяною Швидченко, Олександрою Очман, Олександрою Статкевич та іншими. На обкладинці — робота художника Нікіти Тітова.
Це унікальна хроніка політичних репресій в радянській Україні. Страшні події історії ХХ століття — арешти, допити, заслання, розстріли українських політичних діячів, військових, науковців, митців, письменників, громадських активістів — викладені не у звичній хронологічній послідовності, а прив'язані до традиційного календаря. Тут не лише зафіксовані дати подій, але й подані короткі розповіді про долі людей, які зазнали переслідувань та катувань. Така форма викладу наочно показує схему роботи радянської репресивної машини.
Ідея «Розстрільного Календаря» з'явилась під час акції вшанування пам'яті українських митців розстріляних в урочищі Сандармох, яку влаштували на Майдані Незалежності Олена Герасим'юк та Тетяна Швидченко. Проект стартував 1 січня 2016 році у соціальні мережі Facebook. На початку у проекті працював Денис Поліщук, втім через конфлікти співпраця припинилась у липня 2016 року. Згодом ці події привели до зриву презентації книги на фестивалі «Бандерштат». На підтримку авторки виступили письменник Сергій Жадан, військова Марія Берлінська та ряд митців і громадських діячів, які розпочали у фейсбуці флешмоб проти погроз та утисків.
На фестивалі «Запорізька книжкова толока» книга отримала перше місце у категорії «Історична публіцистика».
2020 рік — у видавництві «Люта Справа» вийшла друком книга третя книга поезій «Тюремна Пісня». Книга отримала високу відзнаку і стала лауреатом премії BookForum Best Book Award 2020 [Архівовано 9 жовтня 2020 у Wayback Machine.] у номінації «Сучасна українська поезія»— за поетичну неординарність.
В основі книги — одноіменна гостро-соціальна поема, заснована на реальних подіях та історичних фактах. Читка поеми відбулась у квітні 2016 року у підвалі Книжкового Арсеналу, який вперше відкрили спеціально для цієї події. Головні ролі виконували бійці та колишні в'язні — Олекса Бик, Дмитро Савченко та Денис Поліщук. Консультанткою постановки стала сценаристка Наталя Ворожбит, художниця — Дар'я Кольцова, кураторка — Анастасія Євдокимова.
Видання Art Ukraine опублікувало відгук про читку поеми:

| Одним із найбільш ефектних видовищ всього фестивалю став перформанс «Тюремна пісня». Подія в підвалі Мистецького Арсеналу виявилася не просто театральним дійством, а хепенінгом і хорошим прикладом «мистецтва участі», коли глядач стає його співтворцем. На ефект присутності працювали найдрібніші деталі: суворі хлопці в камуфляжі, які проводили глядачів до локації; документ про ознайомлення із технікою безпеки в місці, замаскований під повістку до слідчого; каструлі та скалки, якими присутні повинні були створювати тюремну музику по ходу п’єси. Можна припустити, що дійство спозиціонувало поняття «тюрма» як стан національної свідомості. Конкретних вказівок на час і місце дії «Тюремної пісні» немає: час від часу з вуст героїв, – військових бранців, – лунають згадки про Майдан, автозаки та Лук’янівське СІЗО. Вносячи в побут в’язнів елементи національного фольклору, автори ще більше підкреслюють власне бачення тюрми як територіального утворення, що не обмежується ґратами, а є значно ширшим і для деяких українців вже є синонімом до слова «батьківщина». |
| — Видання Art Ukraine, 24 квітня 2016. |

Після Книжкового Арсеналу у Києві поетичні читання відбулись у підвалі драматичного театру на фестивалі ГогольFest в Івано-Франківську та у Літньому театрі в Одесі. У 2020 році «Тюремну Пісню» поставили на площі перед Офісом Президента [Архівовано 19 жовтня 2020 у Wayback Machine.], щоб привернути увагу влади до гостросоціальних проблем. Після закінчення вистави на одного з акторів поліцейські склали адміністративний протокол.

### Інтерв'ю
- Віолетта Кіртока, «Госпітальєрка» Олена Герасим'юк: «Цемаха, виведеного із сірої зони під Донецьком, бійці прикривали своїми тілами, як Дюймовочку» [Архівовано 22 січня 2020 у Wayback Machine.] // Цензор.нет, 22 січня 2020
- https://suspilne.media/culture/699894-ce-ne-na-prodaz-ce-dla-togo-abi-mi-cim-strilali-olena-gerasimuk-pro-veteransku-literaturu-faktu/